# Japanska gorka naranča
Japanska gorka naranča (‘trolisni limun’,  ‘gorka naranča’, lat. Citrus trifoliata, sin. Poncirus trifoliata) biljka je iz porodice Rutaceae. Kod nas se prodaje i kao sibirski limun ( iako u Sibiru ne raste niti se uzgaja ).
Srodna je limunu i naranči, no za razliku od njih podnosi znatno niže temperature, navodno do - 30 C. Potječe iz Kine, a raste i u Koreji te Japanu. Koristi se u kineskoj tradicionalnoj medicini. Također se koristi i kao podloga za cijepljenje limuna i naranče. Od plodova se može prirediti ukusna marmelada odnosno liker. Od soka iscjeđenog iz plodova i vode te šećera može se prirediti piće slično limunadi.

## Opis
Grm ili malo stablo visine do 4 metra.Cijela je biljka   prekrivena velikim oštrim trnjem.List trodjelni,otuda i latinski naziv.U jesen lišće poprima žutu ili narančastu boju. Cvate od travnja do svibnja,cvjetovi bijeli.Plod promjera 3 - 5 cm,žute   do žuto narančaste boje,nejestiv,vrlo kiseo i gorak.Miris zrelih   plodova podsjeća na grejp.
Broj kromosoma je 2n = 18, rijetko 36.

## Sastav plodova
Plodovi sadrže eterično ulje svijetlo žute boje(sastavljeno od limonena, mircena,
p-cimena i β-pinena kao vodećih od 48 identificiranih sastojaka), šećer, limunsku kiselinu, galakturonsku kiselinu, vitamine A, B, C( sok sadrži 352.5 mg/L askorbinske kiseline ), seskviterpenske spojeve (limen, kadinen), flavonoide (citronin, hesperidin, diosmin, 7-ramnozid eridiktiol, meranzin, aurapten, biokangelizin, bergamotin), pektine.Hesperidin, naringin
i klorogena kiselina su najzastupljeniji spojevi u soku plodova. Sjeme plodova sadrži masno ulje. Također je eterično ulje pronađeno i u stabljici i listovima .

## Primjena u narodnoj medicini
U narodnoj medicini, nezreli sušeni plod koristi se za poremećaje želuca, kao antiemetik, afrodizijak. Plodovi također potiču mokrenje, poboljšavaju rad gastrointestinalnog trakta. Plodovi poncirusa koriste se kod osjećaja stezanja u prsima, kod zastoja u optoku krvi, kao i kod reumatizma, lumbaga i protiv crijevnih parazita.U korejskoj tradicionalnoj medicini kora nezrelih plodova se koristi kao antipiretik,analgetik i diuretik.Gusti dekokt nezrelih plodova izvrstan je lijek za spušteni želudac. Za krvavi proljev koriste se u prah stučeni, pečeni, zreli plodovi .

## Sinonimi
- Aegle sepiaria DC.
- Bilacus trifoliata (L.) Kuntze
- Citrus trifolia (L.) Thunb.
- Citrus trifoliata var. monstrosa T. Ito
- Citrus triptera Desf.
- Poncirus trifoliata (L.) Raf.
- Poncirus trifoliata var. monstrosa (T. Ito) Swingle
- Pseudaegle sepiaria (Candolle) Miquel
- Pseudaegle trifoliata (L.) Makino

## Sorte
Postoji nekoliko uzgojnih sorti kao što su: Frost, Kryder, Rich, English Large, a najčešća je Rubidoux. Kriterij za izdvajanje sorti je uglavnom veličina cvjetova. Pored ovih postoji i patuljasta sorta s uvijenim granama i krivim trnovima po kojima je i dobila ime Flying Dragon. Ovaj varijetet raste do visine od 2,5 m, a može da se uzgaja i kao bonsai. Najotporniji je na niske temperature.

## Vanjske poveznice
Plants For A Future